# أوزينازا
أوزينازا (بالإنجليزية: Uzinaza) كانت مدينة رومانية بربرية في موريتانيا القيصرية. تقع في مدينة سانق الحالية بالجزائر.

## تاريخ
تأسست أوزينازا على يد سيبتيموس سيفيروس عام 205 م في وسط غرب نوميديا. تحتوي المدينة على آثار فيلا رومانية يعود تاريخها إلى الملك المؤسس لها، والتي حملت الاسم البربري اللاتيني أوسيناديس.
شكل سياج الموقع مستطيل غير منتظم طوله 300 متر وعرضه 200 متر. يتكون من جدار بإطار من الحجارة غير المقطوعة بسمك مترين. وتوجد على نفس الآثار بعض الأعمدة وشظايا فخارية وتابوت حجري، بالقرب من النهر الصغير حيث كانت توجد الجدران المدمرة.